# Paul Ernst
Karl Friedrich Paul Ernst (n. 7 martie 1866 - d. 13 mai 1933) a fost un scriitor și jurnalist german.
Teoretician și principal reprezentant al neoclasicismului german, piesele sale de teatru relevă idei conceptuale abstracte, inspirate din mituri și legende.

## Opera
- 1905: Demetrios
- 1906: Calea către formă („Der Weg zur Form”)
- 1909: Brunhild
- 1912: Un crez („Ein Credo”)
- 1918: Prăbușirea idealismului („Der Zusammenbruch des Idealismus”)
- 1919: Prăbușirea marxismului („Der Zusammenbruch des Marxismus”)
- 1920: Povestiri cu comedianți („Komödiantengeschichten”)
- 1920: Povestiri cu pungași („Spitzbubengeschichten”)
- 1926: Comoara din Morgenbrotstal („Der Schatz im Morgenbrotstal”)
- 1931: Amintiri din tinerețe („Jugenderinnerungen”)